# WKM Radio
WKM Radio es una estación de radio boliviana fundada el 14 de septiembre de 1994, que transmite actualmente en la FM 91.3 desde la ciudad capital de Oruro con programas propios emitidos en varias estaciones afiliadas en todo el país.

## Historia
WKM Radio aparece en el espectro un sábado 28 de agosto de 1994 con emisiones experimentales, poco tiempo después exactamente el 14 de septiembre del mismo año, WKM Radio se inaugura oficialmente en la ciudad de Oruro. De inicio se operó en la frecuencia de 95.1 durante cinco años. En 1999 cambia a la 91.5, frecuencia asignada por la Superintendencia de Telecomunicaciones. Para el año 2013, a raíz de una disposición general del gobierno, se cambia por tercera vez y de forma definitiva a la frecuencia FM 91.3.
Desde septiembre de 2002, WKM Radio ingresa a la comunicación vía Internet a través de su sitio web www.wkmradio.com, uno de los sitios Bolivianos de radio más visitados.

## Actualidad
WKM Radio es una estación de radio dedicada exclusivamente a la difusión de música adulto contemporánea, Mucho Rock + una fina selección de Pop (clásico – actual). La radio ofrece una programación musical con los éxitos más sobresalientes de las décadas de los '70s, '80s, '90s, '00s y las nuevas propuestas de la música de hoy. 
Con más de 25 años en el aire, WKM Radio tiene la firme consigna de llenar el espacio que antes no lo hacía ninguna estación entre el público de 20 y 55 años.
WKM Radio presenta los éxitos que hicieron y hacen historia, desde The Beatles hasta Arctic Monkeys pasando por Toto, Kiss, U2, Nirvana y Red Hot Chili Peppers, la mejor música combinada con las noticias que mañana serán titulares.
Entre sus producciones más destacadas, se encuentran los programas Disco Party Clásico y El lado B que desde el año 2006 llegó a diferentes estaciones de todo el país e incluso del exterior. Ambos programas, fueron retransmitidos por más de 20 estaciones afiliadas en las ciudades de La Paz, Cochabamba, Santa Cruz de la Sierra, Sucre, Tarija, Potosí, Trinidad en Bolivia y otras más en Venezuela, España, Argentina, Paraguay, Colombia, Chile, República Dominicana, Perú, México y Estados Unidos.

## Premios y reconocimientos
En 2002, fue distinguido por la Universidad Técnica de Oruro con el premio a la Excelencia Empresarial «Ave Fénix».
En el mes de diciembre de 2003, recibió el premio a la Excelencia Empresarial «Klaus Bollweb» otorgado por el Rotary Club Internacional.
En marzo de 2006 recibió el premio «Orgullo orureño», otorgado por la Universidad Privada de Oruro, en mérito a la labor social realizada por el programa Camino al medio día.
El 29 de junio de 2006 recibe el premio a la Excelencia en Comunicación «Diablo de oro» otorgado por la carrera de Comunicación Social de la Universidad Técnica de Oruro.
En febrero de 2008 recibió la «Medalla Sebastián Pagador» otorgada por el Gobierno Municipal de Oruro en mérito a los 25 años en el aire del programa Camino al medio día.

## Tecnología
WKM Radio fue una de las primeras emisoras en Bolivia en incluir Podcasting y RDS en sus transmisiones. Mediante el sitio web de la radio, se puede acceder a la suscripción de podcasts de algunos de sus programas. 
El RDS por su parte, cumple la función de indicar el nombre de la canción y su intérprete en el visor de los receptores digitales que cumplan con esta característica.
En el sitio web de WKM se puede escuchar la transmisión de la radio en HD y también se ofrece el servicio Nowplaying que muestra la información en tiempo real de la música que está al aire.